# James Frawley
James Frawley (Houston, 29 settembre 1936 – Indian Wells, 22 gennaio 2019) è stato un regista, attore e produttore televisivo statunitense.

## Biografia
James Frawley fu un membro della Actors Studio fin dal 1961..
Dopo cinquant'anni di attività nel 2009 si ritirò dai set per andare a vivere nel deserto con la moglie Cynthia, con la quale era sposato dal 1984
Non aveva nessuna parentela con l'attore William Frawley.

## Filmografia

### Attore

#### Cinema
- Greenwich Village Story (1963)
- Ladybug Ladybug (1963)
- The Troublemaker (1964)
- Wild Wild Winter (1966)
- The Christian Licorice Store (1971)
- Kid Blue (1973)
- Il fantabus (The Big Bus) (1976)
- Tracks - Lunghi binari della follia (1977)
- Ecco il film dei Muppet (1979)

#### Televisione
- The Seasons of Youth (1961)
- Gunsmoke – serie TV, 1 episodio (1964)
- The Outer Limits – serie TV, 2 episodi (1964)
- The Bill Dana Show – serie TV, 1 episodio (1964)
- Viaggio in fondo al mare – serie TV, 3 episodi (1964-1966)
- Organizzazione U.N.C.L.E. – serie TV, 2 episodi (1964-1966)
- Twelve O'Clock High – serie TV, 1 episodio (1965)
- Perry Mason – serie TV, 1 episodio (1965)
- Gli inafferrabili (The Rogues) – serie TV, episodio 1x28 (1965)
- La legge di Burke (Burke's Law) – serie TV, episodio 3x09 (1965)
- Il dottor Kildare – serie TV, 3 episodi (1965)
- A Man Called Shenandoah – serie TV, episodio 1x12 (1965)
- The Dick Van Dyke Show – serie TV, 1 episodio (1965)
- Un equipaggio tutto matto – serie TV, 2 episodi (1965-1966)
- Gli eroi di Hogan – serie TV, 1 episodio (1966)
- Il mio amico marziano – serie TV, 1 episodio (1966)
- F.B.I. – serie TV, 2 episodi (1966)
- Le spie (I Spy) – serie TV, episodio 1x27 (1966)
- Il fuggiasco – serie TV, 1 episodio (1966)
- Blue Light – serie TV, 1 episodio (1966)
- Occasional Wife – serie TV, 1 episodio (1966)
- The Monkees – serie TV, 12 episodi (1966-1968)
- Colombo – serie TV, 1 episodio - "Un delitto perfetto" S07E02 (1982)
- Bulba (1981)
- Devlin & Devlin – serie TV, 1 episodio (1982)
- CBS Summer Playhouse – serie TV, 1 episodio (1987)
- Le inchieste di Padre Dowling – serie TV, 1 episodio (1991)
- Another Midnight Run (1994)
- American Gothic – serie TV, 1 episodio (1996)

### Produttore
- The Big Easy - 7 episodi (1996-1997)
- Mr. Chapel - 14 episodi (1998-1999)
- Thieves (2001)
- Nancy Drew (2002)
- Giudice Amy - 64 episodi (2002-2005)

### Regista

#### Cinema
- The Christian Licorice Store (1971)
- Kid Blue (1973)
- Il fantabus (1976)
- Ecco il film dei Muppet (1979)
- Dal college con furore (1985)
- The Steel Collar Man (1985)

#### Televisione
- I Monkees - 28 episodi (1966-1968)
- Quella strana ragazza - 5 episodi (1967-1968)
- The Ugliest Girl in Town - 1 episodio (1968)
- The Texas Wheelers - 1 episodio (1974)
- Paper Moon - 5 episodi (1974)
- Delancey Street: The Crisis Within (1975)
- The Orphan and the Dude (1975)
- Colombo - 6 episodi (1977-1989)
- The Eddie Capra Mysteries - 1 episodio (1979)
- Gridlock (1980)
- Bulba (1981)
- Mago Merlino - 2 episodi (1982)
- Devlin & Devlin - 2 episodi (1982)
- I predatori dell'idolo d'oro - 2 episodi (1982-1983)
- Magnum, P.I. - 3 episodi (1982-1984)
- Wishman (1983)
- Storie di maghi e di guerrieri - 1 episodio (1983)
- Top Secret - 5 episodi (1983-1985)
- Mike Hammer - 4 episodi (1984)
- New York New York - 12 episodi (1984-1988)
- Tough Cookies - 1 episodio (1986)
- CBS Summer Playhouse - 2 episodi (1987-1988)
- The Outlaws (1984)
- Adam's Apple (1986)
- Warm Hearts, Cold Feet (1987)
- Assault and Matrimony (1987)
- Spie, pasticci e bugie (1988)
- The Secret Life of Archie's Wife (1990)
- Le inchieste di Padre Dowling - 10 episodi (1990-1991)
- I casi di Rosie O'Neill - 10 episodi (1990-1992)
- Due come noi - 1 episodio (1991)
- Law & Order - I due volti della giustizia - 5 episodi (1992-1993)
- Key West - 1 episodio (1993)
- Melrose Place - 3 episodi (1993)
- Another Midnight Run (1994)
- Cagney & Lacey: The Return (1994)
- La famiglia Brock - 4 episodi (1994-1995)
- Chicago Hope - 4 episodi (1994-1996)
- Progetto Eden - 1 episodio (1995)
- Central Park West - 1 episodio (1995)
- Il cliente - 1 episodio (1995)
- The Shamrock Conspiracy (1995)
- Harrison - Il caso shamrock (1996)
- Papà Noè - 1 episodio (1996)
- American Gothic - 2 episodi (1996)
- The Big Easy - 4 episodi (1996-1997)
- Spy Game - 1 episodio (1997)
- Ally McBeal - 1 episodio (1997)
- The Practice - Professione avvocati - 2 episodi (1997-1999)
- Sins of the Mind (1997)
- On the 2nd Day of Christmas (1997)
- Mr. Headmistress (1998)
- Mr. Chapel - 6 episodi (1998-1999)
- Jack & Jill - 1 episodio (1999)
- Giudice Amy - 15 episodi (1999-2005)
- The Three Stooges (2000)
- Così è la vita - 1 episodio (2000)
- Il fuggitivo - 2 episodi (2000-2001)
- Ed - 2 episodi (2000-2002)
- The Division - 1 episodio (2001)
- Kate Brasher - 1 episodio (2001)
- Smallville - 1 episodio (2001)
- Thieves - 6 episodi (2001)
- Nancy Drew (2002)
- Reunion - 1 episodio (2005)
- Ghost Whisperer - Presenze - 4 episodi (2005-2007)
- In Justice - 1 episodio (2006)
- The Book of Daniel - 1 episodio (2006)
- Three Moons Over Milford - 3 episodi (2006)
- Spellbound (2007)
- Notes from the Underbelly - 1 episodio (2007)
- Side Order of Life - 3 episodi (2007)
- Dirty Sexy Money - 1 episodio (2007)
- Shark - Giustizia a tutti i costi - 1 episodio (2007)
- Grey's Anatomy - 5 episodi (2007-2009)
- Private Practice - 2 episodi (2008-2009)